# Tanjore-maleri
Tanjore-maleri (tamil: தஞ்சாவூர் ஓவியம், thanjavur oviyam) er en malestil i det sydlige Indien, hjemmehørende i byen Thanjavur (angliseret form Tanjore) i delstaten Tamil Nadu. Denne kunstform kan dateres tilbage til omkring 1600 e.Kr., en periode, hvor Nayakas af Thanjavur opmuntrede til kunstudfoldelse – primært klassisk dans og musik – såvel som litteratur både på telugu og tamilsk. 
Tanjore-malerier er kendt for deres overfladerigdom, levende farver og kompakte komposition. Da de hovedsagelig tjener som bekendelsesikoner, er temaerne for de fleste af disse malerier  hinduistiske guder, gudinder og helgener. Man går ud fra episoder fra hinduistisk tradition til uddybning af hovedpersonen eller personer placeret i den centrale del af billedet.
Tanjore-malerier er panelmalerier udført på massive træplanker, og derfor kaldes de også  palagai padam (palagai:" træplanke", padam: "billede") i lokal sprogbrug. I moderne tid er disse malerier blevet souvenirs ved festlige lejligheder i det sydlige Indien, til dekoration af vægge eller som samleobjekter for kunstelskere.